# Alta Vista (Iowa)
Alta Vista és una població dels Estats Units a l'estat d'Iowa. Segons el cens del 2000 tenia 286 habitants.

## Demografia
Segons el cens del 2000, Alta Vista tenia 286 habitants, 125 habitatges, i 75 famílies. La densitat de població era de 145,3 habitants per km².
Dels 125 habitatges en un 27,2% hi vivien nens de menys de 18 anys, en un 48,8% hi vivien parelles casades, en un 7,2% dones solteres, i en un 40% no eren unitats familiars. En el 35,2% dels habitatges hi vivien persones soles el 22,4% de les quals corresponia a persones de 65 anys o més que vivien soles. El nombre mitjà de persones vivint en cada habitatge era de 2,29 i el nombre mitjà de persones que vivien en cada família era de 2,93.
Per edats la població es repartia de la següent manera: un 24,1% tenia menys de 18 anys, un 10,1% entre 18 i 24, un 26,6% entre 25 i 44, un 16,1% de 45 a 60 i un 23,1% 65 anys o més.
L'edat mediana era de 34 anys. Per cada 100 dones de 18 o més anys hi havia 108,7 homes.
La renda mediana per habitatge era de 26.786 $ i la renda mediana per família de 39.464 $. Els homes tenien una renda mediana de 24.167 $ mentre que les dones 22.045 $. La renda per capita de la població era de 15.378 $. Entorn del 10,4% de les famílies i el 13,9% de la població estaven per davall del llindar de pobresa.

## Poblacions més properes
El següent diagrama mostra les poblacions més properes.